# Victoria de los Angeles
Victoria de Los Angeles, właśc. Victoria Gomez Cima (ur. 1 listopada 1923 w Barcelonie, zm. 15 stycznia 2005 tamże) – hiszpańska śpiewaczka operowa, sopran liryczny.
Studiowała w konserwatorium w Barcelonie, które ukończyła z wyróżnieniem w 1943, przerobiwszy 6-letni kurs w trzy lata. W latach 1945–1948 występowała w Gran Teatre del Liceu w Barcelonie; debiutowała tamże w styczniu 1945 partią Hrabiny w Weselu Figara Mozarta. W 1947 zdobyła pierwszą nagrodę na konkursie wokalnym w Genewie, a następnie wzięła udział w radiowym wykonaniu opery Krótkie życie Manuela de Falli, co było początkiem jej kariery międzynarodowej.
W 1949 odbyła pełne sukcesów, tournée po krajach Ameryki Południowej. W kolejnych latach występowała gościnnie m.in. w Operze Paryskiej, Metropolitan Opera w Nowym Jorku, La Scali w Mediolanie. Najsłynniejszymi wykonaniami w początkowych latach kariery były partie Małgorzaty w Fauście Charles’a Gounoda, Mimi w Cyganerii Giacoma Pucciniego oraz Ariadny w Ariadnie na Naksos Richarda Straussa.
W latach 1951–1961 regularnie współpracowała z Metropolitan Opera, występowała gościnnie także w Operze Wiedeńskiej (1957) oraz na festiwalu w Bayreuth (1961, 1962). Nagrywała dla radia i wytwórni płytowych (głównie EMI i RCA); łącznie nagrała ponad 80 płyt, w tym 21 oper oraz 25 z recitalami. Nie dysponując wielkim talentem aktorskim, z powodzeniem występowała z recitalami; koncertowała w Australii, Nowej Zelandii, Ameryce Północnej i Południowej, RFN oraz krajach skandynawskich. W 1976 i 1984 koncertowała w Polsce. Obok repertuaru operowego chętnie wykonywała pieśni hiszpańskie, zwłaszcza Manuela de Falli i Enrique Granadosa.
Jej głos – sopran liryczny – charakteryzował się czystością i delikatnością. Jednym z jej najsłynniejszych nagrań płytowych była rola Mimi w Cyganerii (dla wytwórni EMI, 1956). Była tytułową Carmen w wykonaniu tej opery pod batutą Thomasa Beechama (dla wytwórni EMI 1958/59 w Paryżu). 
Inne znane role operowe to m.in.:
- Madame Butterfly Pucciniego (rola tytułowa)
- Manon Masseneta (rola tytułowa)
- Micaela w Carmen Bizeta
- Melizanda w Peleasie i Melizandzie Debussy’ego
- Violetta w Traviacie Verdiego
- Rozyna w Cyruliku sewilskim Rossiniego
- Ewa w Śpiewakach norymberskich Wagnera
- Elżebieta w Tannhäuserze Wagnera
- Elza w Lohengrinie Wagnera